# Kylie (Vorname)
Kylie ist ein in Australien häufig verwendeter weiblicher Vorname, selten auch ein männlicher Vorname. Der Name bezeichnet in der Sprache der Noongar, der indigenen Australier, ein Wurfholz, ähnlich einem Bumerang.
Die bekannteste Namensträgerin ist die australische Sängerin und Schauspielerin Kylie Minogue.

## Namensträger

### Weiblicher Vorname
- Kylie Bilchev (* 2003), britische Tennisspielerin
- Kylie Bivens (* 1978), US-amerikanische Fußballspielerin
- Kylie Bunbury (* 1989), kanadische Schauspielerin
- Kylie Cantrall (* 2005), US-amerikanische Schauspielerin, Sängerin, Tänzerin und Social-Media-Persönlichkeit
- Kylie Cockburn (* 1988), schottische Fußballschiedsrichterassistentin
- Kylie Collins (* 2002), US-amerikanische Tennisspielerin
- Kylie Davies (* 1987), walisische Fußballspielerin
- Kylie Deberg (* 1999), US-amerikanische Volleyball- und Beachvolleyballspielerin
- Kylie Furneaux (* 1973), australische Stuntwoman und Schauspielerin
- Kylie Gerlic (* 1975), australische Beachvolleyballspielerin
- Kylie Rae Harris (1989–2019), US-amerikanische Singer-Songwriterin
- Kylie Ireland (* 1970), US-amerikanische Pornodarstellerin
- Kylie Jenner (* 1997), US-amerikanische Reality-TV-Teilnehmerin
- Kylie Lindsay (* 1983), neuseeländische Squashspielerin
- Kylie Sonique Love (* 1983), US-amerikanische Dragqueen, Sängerin und Tänzerin
- Kylie Luo (* 1989), neuseeländische Badmintonspielerin
- Kylie Ann Louw (* 1989), südafrikanische Fußballspielerin
- Kylie Masse (* 1996), kanadische Schwimmerin
- Kylie McKenzie (* 1999), US-amerikanische Tennisspielerin
- Kylie Minogue (* 1968), australische Sängerin und Schauspielerin
- Kylie Moore-Gilbert (* 1986 oder 1987), britisch-australische Forscherin in den Islamwissenschaften
- Kylie Palmer (* 1990), australische Freistilschwimmerin
- Kylie Risk (* 1973), australische Langstreckenläuferin
- Kylie Rogers (* 2004), US-amerikanische Schauspielerin
- Kylie Simpson (* 1983), australische Triathletin
- Kylie Tennant (1912–1988), australische Autorin
- Kylie Travis (* 1970), australische Schauspielerin
- Kylie Wheeler (* 1980), australische Leichtathletin

### Männlicher Vorname
- Kylie Fitts (* 1994), US-amerikanischer American-Football-Spieler

Siehe auch:
- Kylee